# Morgane Cabot
Pour les articles homonymes, voir Cabot.
 (mars 2024).
Morgane Cabot est une actrice et chanteuse française, née le 27 décembre 1987.

## Biographie
Morgane Cabot commence sa carrière de comédienne à l'âge de 16 ans. Elle est alors choisie par Jean-Loup Hubert pour jouer dans le film Trois Petites Filles (2004). Grâce à cette première expérience cinématographique, Morgane est repérée par divers professionnels et apparaît dans plusieurs téléfilms et séries TV : La Battante, Fête de Famille, Vénus & Apollon (saison 2), Les Oubliées...
En 2013, Morgane, passionnée de musique, monte son propre projet musical. Auteure, compositrice et interprète, elle s'entoure de Marion Leray (violon) et de Saskia Waledisch (violoncelle). Le groupe, nommé SoPoP, sort un premier EP comprenant Boy, Goodbye ou encore The Devil's Gone, dont le clip a été réalisé par Jean-Loup Hubert. Le trio monte sur scène à Paris mais également en province et va jusqu'à faire la première partie des Fréro Delavega.

## Filmographie
Sauf indication contraire, les informations mentionnées dans cette section peuvent être confirmées par la base de données cinématographiques IMDb,  présente dans la section « Liens externes ».

### Cinéma

#### Long métrage
- 2004 : Trois Petites Filles de Jean-Loup Hubert : Pauline

#### Courts métrages
- 2009 : La Fille aux allumettes de Franck Guérin
- 2010 : Dans l'arbre de Kévin Noguès
- 2015 : Marlowe de Sarah Barzyk : la jeune femme
- 2017 : Laissez-moi danser de Valérie Leroy : Lola

### Télévision

#### Téléfilms
- 2004 : La Battante de Didier Albert : Nina Darcel
- 2011 : Simple d'Ivan Calbérac : Béa
- 2011 : Le Chant des sirènes de Laurent Herbiet : jeune fille
- 2013 : Il faut marier maman de Jérôme Navarro : Alix
- 2013 : Le Goût du partage de Sandrine Cohen : Justine
- 2014 : Les tourtereaux divorcent de Vincenzo Marano : Cindy

#### Séries télévisées
- 2005 : Fête de famille, mini-série de Lorenzo Gabriele : Lou (6 épisodes)
- 2007 : Les Oubliées, épisode Alice, disparue le 20 juin 2000 réalisé par Hervé Hadmar : Clara
- 2009 : Vénus et Apollon (saison 2) de Pascal Lahmani : Margot (8 épisodes)
- 2010 : Contes et nouvelles du XIXe siècle, épisode Crainquebille réalisé par Philippe Monnier : Solange Mangin
- 2012 : Section de recherches, épisode Entre toi et moi réalisé par Delphine Lemoine : Juliette
- 2016 : Capitaine Marleau, épisode En trompe-l'oeil  réalisé par Josée Dayan : Elsa Floriot
- 2020 : Candice Renoir, épisode Souvent le feu éteint dort sous la cendre réalisé par Pascal Lahmani : Violaine Perron
- 2020 : Commissaire Magellan, épisode Le Bonheur des autres : Pauline Levasseur

## Théâtre
- 2025 : Lily et Lily de Pierre Barillet et Jean-Pierre Gredy, mise en scène Marie Pascale Osterrieth, Théâtre de Paris